# Javier Matías Pastore
Javier Matías Pastore (Córdoba, 20 de juny de 1989) és un futbolista argentí que actualment juga a les files de l'Elx CF, equip de la Lliga Santander. També és jugador de la selecció argentina.

## Carrera futbolística

### Inicis
Pastore es formà en les categories inferiors de Talleres.
Debutà amb el primer equip en un amistós davant Chacarita Juniors. Tot i això, la seua participació amb el primer equip fou molt escassa, tan sols 5 partits, això el portà a buscar-se minuts en algun altre equip, finalment marxà cedit a CA Huracán.

### Huracán
Amb l'equip de Buenos Aires va destacar moltíssim, sent la màxima figura amb tan sols 20 anys. Dirigit a la banqueta per Ángel Cappa i formant part del trident ofensiu conjuntament amb Bolatti i Defederico, va fer un gran paper en el Torneig Clausura 2009 amb el seu equip.

### Palermo
Durant l'estiu del 2009 es va fer oficial el seu salt a Europa, és a les files del Palermo. El fitxatge es tancà a raó d'uns 7M€ i el jugador firmà per cinc temporades, fins al 30 de juny de 2014.
El seu debut en partit oficial va ser el 15 d'agost del 2009 en un partit de la Coppa Italia. Vuit dies més tard debutava a la Serie A, el seu primer gol l'anotà davant l'AS Bari el 30 de gener del 2010.

### Paris Saint-Germain
El 29 d'agost del 2011 es va fer oficial el seu traspàs a l'equip francès, el qual pagà uns 45 milions d'euros.

### Selecció
Pastore va debutar de la mà de Diego Armando Maradona. El seu primer partit com a internacional absolut va ser contra la Selecció Catalana, en l'amistós del 22 de desembre del 2009. En aquell partit també s'estrenà amb un gol.
Va ser seleccionat per a formar part de l'equip argentí que disputà la Copa del Món 2010 i també la Copa Amèrica 2011.

## Palmarès
Paris Saint-Germain
- 5 Ligue 1: 2012-13, 2013-14, 2014-15, 2015-16, 2017-18.
- 4 Copa francesa: 2014-15, 2015-16, 2016-17, 2017-18.
- 5 Copa de la lliga francesa: 2013-14, 2014-15, 2015-16, 2016-17, 2017-18.
- 5 Supercopa francesa: 2013, 2014, 2015, 2016, 2017.